# Чохорень
Чохорень, Чохорені (рум. Ciohorăni) — комуна у повіті Ясси в Румунії. До складу комуни входить єдине село Чохорень.
Комуна розташована на відстані 303 км на північ від Бухареста, 68 км на захід від Ясс.

## Населення
У 2009 року у комуні проживали 2143 особи.

## Зовнішні посилання
- Дані про комуну Чохорень на сайті Ghidul Primăriilor [Архівовано 5 грудня 2008 у Wayback Machine.]